# Giengen an der Brenz
Giengen (phát âm tiếng Đức: [ˈɡɪŋən] ⓘ; tên đầy đủ: Giengen an der Brenz) là một thị trấn thuộc huyện Heidenheim, bang Baden-Württemberg, Đức. Nằm bên dãy núi Swabian Jura và cách Ulm khoảng 30 km về phía đông bắc, trước kia nơi đây từng là Thành bang đế chế của Đế quốc La Mã thần thánh.

## Danh sách thị trưởng
- 1819–1826: Johannes Oswald
- 1826–1848: Martin
- 1848–1851: Lorenz David Wencher
- 1851–1860: Anton Fink
- 1860–1891: Lorenz David Wencher
- 1891-1929: Julius Brezger
- 1929–1945: Christian Ehrlinger
- 1945–1948: Adolf Kolb
- 1948–1977: Walter Schmid
- 1977–2001: Siegfried Rieg
- 2001–2009: Clemens Stahl
- 2009-2017: Gerrit Elser
- Từ tháng 10 năm 2017: Dieter Henle